# 清水菊三
清水 菊三（しみず きくぞう、1889年（明治22年）8月14日 - 1969年（昭和44年）1月1日）は、大日本帝国陸軍軍人。最終階級は陸軍主計中将。

## 経歴
長野県出身。陸軍経理学校第5期主計候補生として1911年（明治44年）5月16日に卒業した。1920年（大正9年）8月、陸軍一等主計に進級し、1923年（大正12年）9月時点で陸軍糧秣本廠廠員の任にあった。1924年（大正13年）9月時点で陸軍東京経理部附兼陸軍省経理局課員陸軍経理学校教官に転じ、1925年（大正14年）9月時点で陸軍省経理局課員兼陸軍糧秣本廠廠員陸軍経理学校教官となった。1926年（大正15年）3月、陸軍三等主計正進級と同時に第1師団経理部部員兼陸軍省経理局課員陸軍糧秣本廠廠員に就任し、1928年（昭和3年）8月に第1師団経理部部員の兼任を解かれ。1931年（昭和6年）3月、陸軍二等主計正進級と同時に陸軍被服本廠廠員兼陸軍省経理局課員陸軍糧秣本廠廠員陸軍経理学校教官に就任し、1932年（昭和7年）8月に陸軍糧秣本廠廠員となった。
1935年（昭和10年）12月、陸軍一等主計正進級と同時に第11師団経理部長に着任し、1937年（昭和12年）8月に陸軍省経理局衣糧課長に転じた。1939年（昭和14年）3月、陸軍主計少将進級と同時に北支那方面軍野戦貨物廠長に就任し、日中戦争に出動した。1941年（昭和16年）3月に台湾軍経理部長に転じ、同年12月に関東軍倉庫長を経て、1942年（昭和17年）4月に陸軍主計中将に進級し、8月に陸軍製絨廠長に就任した。1944年	（昭和19年）10月に支那派遣軍経理部長に就任し、太平洋戦争に出征し、終戦後の1946年（昭和21年）7月27日に予備役に編入された。